# Eusarca remissaria
Eusarca remissaria är en fjärilsart som beskrevs av Achille Guenée. Eusarca remissaria ingår i släktet Eusarca och familjen mätare. Inga underarter finns listade i Catalogue of Life.